# Chlorozancla falcatus
Chlorozancla falcatus là một loài bướm đêm trong họ Geometridae.